# Montividiu
Montividiu es un municipio brasileño del estado de Goiás. Se sitúa a 45 kilómetros de Río Verde y es atravesada por la carretera GO-174. El municipio es bañado por los ríos Montevideo y Verdão.

## Salud
El municipio posee el hospital municipal y un centro de maternoinfantil.

## Economía
La economía del municipio se basa en la agricultura y el sector agropecuario.

## Religión
La religión predominante es la católica, cuyos principales centros de culto son la Iglesia de Nuestra Señora de la Abadía, situada en el centro de la ciudad, y la Capilla de Nuestra Señora Aparecida, situada en el barrio de Santa Lucía. Todos los años en el mes de mayo tiene lugar la Fiesta de la Cosecha (en portugués: Festa da Colheita), organizada por la iglesia católica de la ciudad.
En la ciudad también están presentes algunas iglesias evangelistas.